# L'Eliana
l'Eliana (em valenciano e oficialmente) ou La Eliana (em castelhano) é um município da Espanha, na província de Valência, Comunidade Valenciana. Tem 8,8 km² de área e em 2021 tinha 18 302 habitantes (densidade: 2 079,8 hab./km²). Pertence à comarca de Camp de Túria e limita com os municípios de Riba-roja de Túria, La Pobla de Vallbona, San Antonio de Benagéber e Paterna.